# Naryn

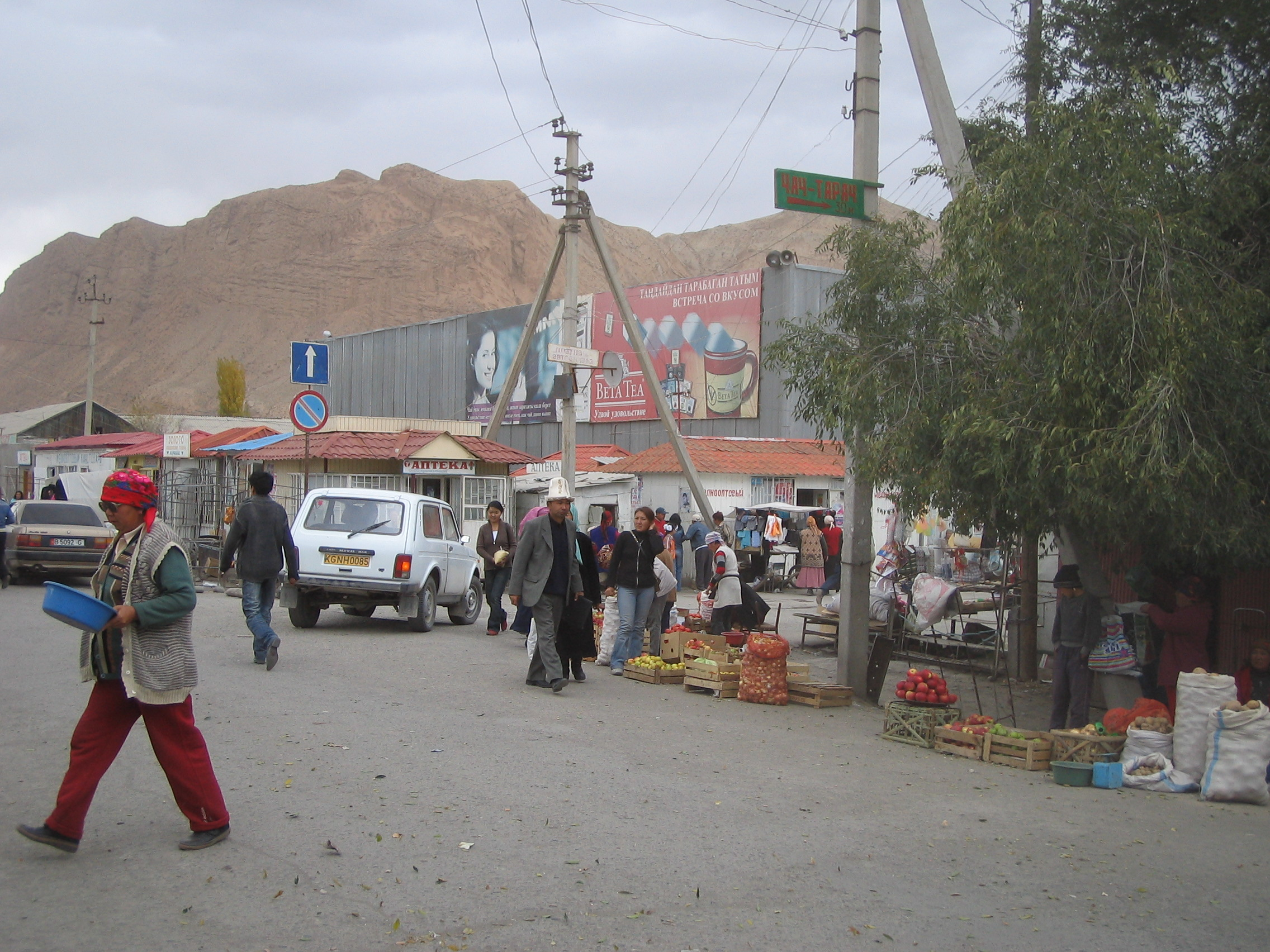
Marknad i Naryn.

Naryn (kirgiziska: Нарын, ryska: Нарын) är den administrativa huvudorten i provinsen Naryn i centrala Kirgizistan, cirka 200 kilometer sydost om huvudstaden Bisjkek och 140 kilometer sydväst om sjön Ysyk-Köl. Staden ligger på 2 048 meter över havet och antalet invånare är 52 300, vilket gör den till den näst största staden i östra Kirgizistan efter Karakol. Floden Naryn, ett av Syr-Darjas huvudtillflöden, rinner genom staden. Från staden går en landsvägen (en av Sidenvägens förgreningar) genom det sparsamt bebodda centralkirgiziska höglandet, för att sedan via Torugartpasset (på 3 752 meter) nå Kashgar i Xinjiang i Kina, vilket är den huvudsakliga transportvägen mellan länderna. Staden grundades som en befästning på handelsrutten mellan Kashgar och Tjufloden. Den fick stadsstatus 1927.
13 december 1994 öppnades Naryns första trådbusslinje.  

## Geografi
Terrängen runt Naryn är varierad. Naryn ligger nere i en dal. Runt Naryn är det mycket glesbefolkat, med 4 invånare per kvadratkilometer. Det finns inga andra samhällen i närheten. Trakten runt Naryn består i huvudsak av gräsmarker.